# Lyophil
Lyophil (griechisch: lýein „lösen“ und philein „lieben“) bedeutet in der Chemie leicht löslich oder Lösungsmittel aufnehmend. Es ist das Gegenteil zu lyophob, schwer löslich bzw. keine Lösungsmittel aufnehmend.
Die beiden Begriffe werden in der Kolloidchemie verwendet. Ist ein dispergiertes Teilchen lyophil, so neigt es dazu, eine größere Wechselwirkung mit einem flüssigen Dispersionsmittel zu besitzen als mit gleichartigen Teilchen.